# 沒有別的愛
《沒有別的愛》是一部中国大陆电影，由李樯担任编剧。该片是女演员赵薇执导的第二部作品，電影情節改編自德國偵探小說家英格麗特·諾爾的作品《公雞已死》（Der Hahn ist tot）。2016年6月电影宣布即将开拍后，即因中国大陆民众对男主角戴立忍、女演员水原希子政治立场的质疑，陷入一系列舆论漩涡。

## 剧情
園藝師支寧在情感陷入絕境時，卻不料遇見了一位令她魂牽夢繞的中年學者寇逸，她的熱情一下子被點燃，從此開始了一場飛蛾撲火般的情感冒險。

## 演員
| 演員   | 角色 | 备注 |
| 俞飞鸿 |      |      |
| 陈冲   |      |      |
| 孙悦   |      |      |
| 韩红   |      |      |
| 楊子姍 |      |      |
| 齐溪   |      |      |
| 宁静   |      |      |
| 袁泉   |      |      |
| 张震   |      |      |
| 劉雅瑟 |      |      |
| 王志飞 |      |      |

## 製作
該電影作品是趙薇在2016年导演拍摄的電影作品，由阿里影业投资拍摄，阿里影业是全球最大零售商阿里巴巴集团旗下控股公司，赵薇及其丈夫黄有龙本身是阿里影业第二大股东。2016年3月10日於北京市順義區正式開機，赵薇於4月25日透過微博張貼出包括臺灣演員戴立忍和日本女演员水原希子在内的多位主角定妝照時，就有網民指出臺灣演員戴立忍曾多次參與臺灣社會運動，被懷疑是台獨人士，水原希子曾为辱华照片点赞。次日，水原希子微博贴出与赵薇合影。

## 工作團隊
- 出品人：袁梅
- 導演：趙薇
- 編劇兼監製：李檣

## 外部連結
- 沒有別的愛的新浪微博（简体中文）
- 豆瓣电影上《沒有別的愛》的資料 （简体中文）
- 互联网电影数据库（IMDb）上《沒有別的愛》的资料（英文）